# Сексуална апстиненција
Сексуална апстиненција је пракса уздржавања од неких или свих аспеката сексуалне активности из медицинских, психолошких, правних, друштвених, финансијских, филозофских, моралних или верских разлога.
Асексуалност се разликује од сексуалне апстиненције као и од целибата. Сексуална апстиненција пре брака је у неким друштвима потребна друштвеним нормама, а у неким земљама чак и законом.
Сексуална апстиненција може бити добровољна (када појединац одлучи да се не упушта у сексуалне активности због моралних, религиозних, филозофских уверења), изнуђена као резултат друштвених околности (када неко не може да пронађе сексуалног партнера), или законом прописана (нпр. где је сексуална активност ван брака незаконита и кажњива затвором итд. )
У скоро свим културним, етичким и верским контекстима, брачни однос се сматра добрим и пожељним. Скоро све религије забрањују сексуалне активности између неожењених људи. У таквом контексту, неожењеним особама је прописана сексуална апстиненција у сврху сексуалне чедности. Невиност се користи као синоним за сексуалну апстиненцију, ако особа никада није имала сексуалне односе.
У неким земљама је сексуална активност ван брака незаконита. Закони се веома разликују од земље до земље. У неким муслиманским земљама, било који облик сексуалне активности ван брака је незаконит (пре брака или прељубе). Ту спадају: Саудијска Арабија, Пакистан, Авганистан, Иран, Кувајт, Малдиви, Мароко, Оман, Мауританија, Уједињени Арапски Емирати, Катар, Судан, Јужни Судан и Јемен .
Католицизам дефинише сексуалну чедност као врлину која обуздава сексуални апетит.  Неожењени католици изражавају чедност кроз сексуалну апстиненцију. Сексуални однос у браку се сматра врлиним када задржава двоструко значење заједнице и рађања (контрацепција се не користи). За брачне парове Св. Павле је написао да не треба да се одричу једно другом, осим на кратко време за посвећење молитве : „Нека муж врши своју дужност према жени, а тако и жена према мужу. Жена није господар њеног тела, већ муж, а није ни муж господар свог тела, него жена. Не ускраћујте једни друге, осим по договору, повремено, да се посветите молитви па се поново удружите да вас сатана не искушава због вашег нестрпљења. Али ја то кажем као дозволу, а не као заповест. (1 Кор 7, 3-6)"
Православна црква учи чедности до брака. Традиционално, у православним браковима, супружници се уздржавају од полних односа током четири поста (Велики пост, Адвент, пост пред Петровдан и пред Велику Госпојину) и у ишчекивању неких других верских празника.